# Элевтерий и Антия
Элевтерий и Антиа (убиты в 121 году) — святые епископ иллирийский и его мать. День памяти — 15 (28) декабря — в Православной церкви, 18 апреля, 15 мая — в Католической церкви.
Римлянин, св. Элевтерий родился в семье консула Евгения и его супруги Антии (Anthia). Он получил своё образование у епископа Динамия. Будучи сначала рукоположен во диакона, а затем — во и священника, в возрасте двадцати лет св. Элевтерий был хиротонисан во епископа папой Римским Аникетом и отправлен на служение в Эка (Aecae), что в Апулии. По возвращении в Рим он был арестован за то, что обратил ко Господу императорского служащего, и предстал перед судом императора Адриана. По приговору св. Элевтерий был до смерти забит палицами, а его мать Антия была обезглавлена.
Также считается, что святой Элевтерий был епископом Иллирии, что связывают с именем Цезария Барония.
Святому Элевтерию посвящены многочисленные храмы в Италии, а также знаменитый монастырь в Маелла. В Греции он почитается покровителем рожениц.